# Theiophytalia
Theiophytalia ("ze Zahrady bohů") byl rod ornitopodního dinosaura, který žil v období spodní křídy na území dnešního Colorada v USA.

## Objev
Rodové jméno v překladu znamená "Zahrada bohů" a je odvozeno od místa objevu lebky, která je jediným zachovaným pozůstatkem tohoto dinosaura. Lokalita se skutečně jmenuje Garden of the Gods a nachází se nedaleko Colorado Springs. Druhové jméno kerri je pak poctou objeviteli lebky, Jamesi Hutchinsonovi Kerrymu. Odhadovaná velikost tohoto dinosaura činí 5 až 6 metrů délky a 500 kg hmotnosti.

## Historie
Holotyp, kterým je nekompletní lebka, byl objeven již v roce 1878, o 8 let později se pak dostal k paleontologovi Othnieli C. Marshovi. Ten popsal nález jako Camptosaurus amplus. Později další paleontolog Gilmore o tomto materiálu nadále referuje jako o kamptosaurovi a v roce 1909 považuje nález za svrchnojurský (součást souvrství Morrison). Brill a Carpenter však v roce 2006 provedli detailní analýzu stáří i mikroskopické struktury nálezu a dospěli k přesvědčení, že se jedná o součást souvrství Purgatoire, které je již spodnokřídového stáří. Další detaily v anatomii lebky také jasně dokazují, že nejde o zástupce kamptosaura (delší, těžší a více svraštělé rostrum atd.). Ve svém článku autoři uvádějí, že theiofytália je jakýmsi odvozeným mezistupněm mezi kamptosaurem a iguanodonem. Typovým druhem a zároveň jediným dosud známým druhem je T. kerri.